# 4033 Яцуґатаке
4033 Яцуґатаке (4033 Yatsugatake) — астероїд головного поясу, відкритий 16 березня 1986 року.
Тіссеранів параметр щодо Юпітера — 3,624.
Названо на честь вулканічного поясу Яцуґатаке (яп. やつがたけ(八ケ岳)), що знаходиться у регіоні Тюбу, Японія.